# Cathédrale Notre-Dame-de-Kazan de Moscou
Cette  cathédrale ne doit pas être confondue avec une autre cathédrale de Moscou.
 D’autres cathédrales portent le nom de cathédrale Notre-Dame-de-Kazan.
La cathédrale de l'icône de Notre-Dame de Kazan (en russe : Собо́р Каза́нской ико́ны Бо́жией Ма́тери), aussi appelée cathédrale de Kazan, est une église orthodoxe située sur la Place Rouge à Moscou.

## Historique

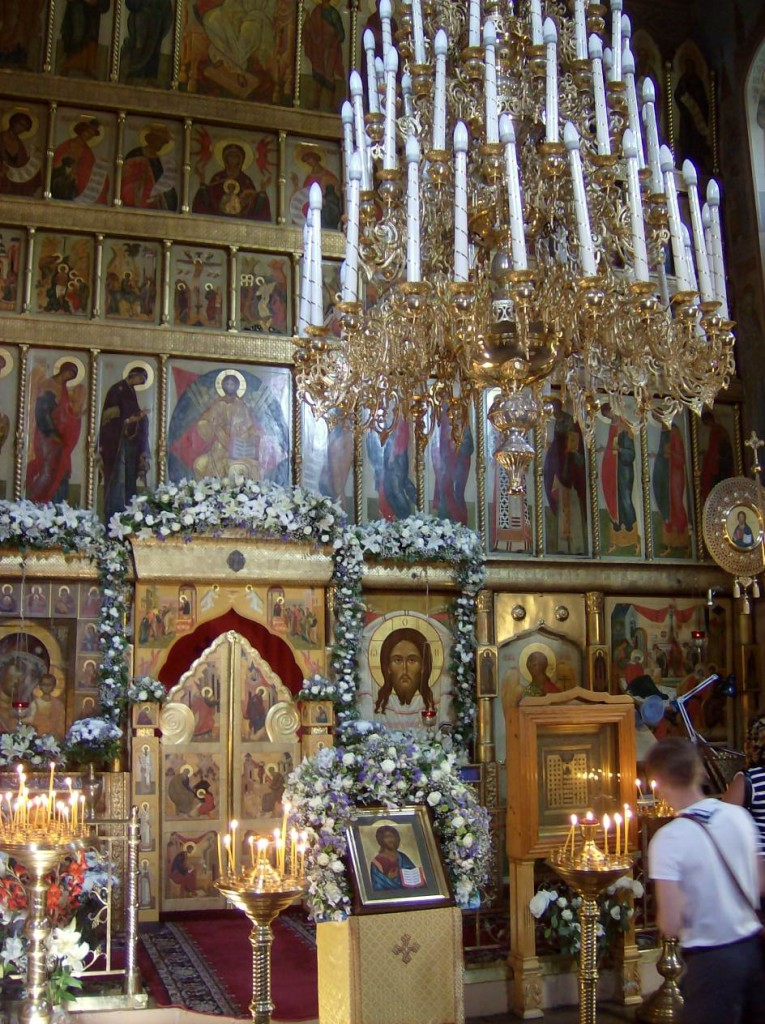
Intérieur de la cathédrale Notre-Dame-de-Kazan de Moscou.

La première mention d'une église à cet endroit remonte à 1625, quand une église en bois y est érigée. Elle brûle dix ans plus tard et est remplacée par une église en pierre. Elle fut modifiée en 1801, 1805 et 1865. De 1925 à 1930 des travaux de reconstruction rendent à l'église son aspect initial.
En 1936, à l'époque stalinienne l'église fut détruite pour des raisons idéologiques. De 1990 à 1993, la ville de Moscou fit reconstruire la cathédrale.
L'édifice est consacré à l'icône de Notre-Dame de Kazan, dont une ancienne copie fut restituée à la Russie par le pape Jean-Paul II en 2004. L'icône avait en effet disparu
à l'époque soviétique[réf. incomplète]. 

## Architecture
Les dimensions de l'église sont modestes, mais elle n'en a pas moins une allure monumentale. Sa façade est divisée en trois parties selon le style traditionnel. Ses fenêtres étroites sont enchâssées dans des panneaux qui sont surmontés de kokochniks en accolade formant une décoration très originale. Ceux-ci sont eux-mêmes surmontés par d'autres kokochniks qui assurent une transition avec la coupole imposante au sommet de l'édifice. L'église se rapproche une église moscovite de même époque, l'Église de l'Intercession-de-la-Vierge de Roubtsovo, par sa composition et ses détails décoratifs.

## Bibliographie

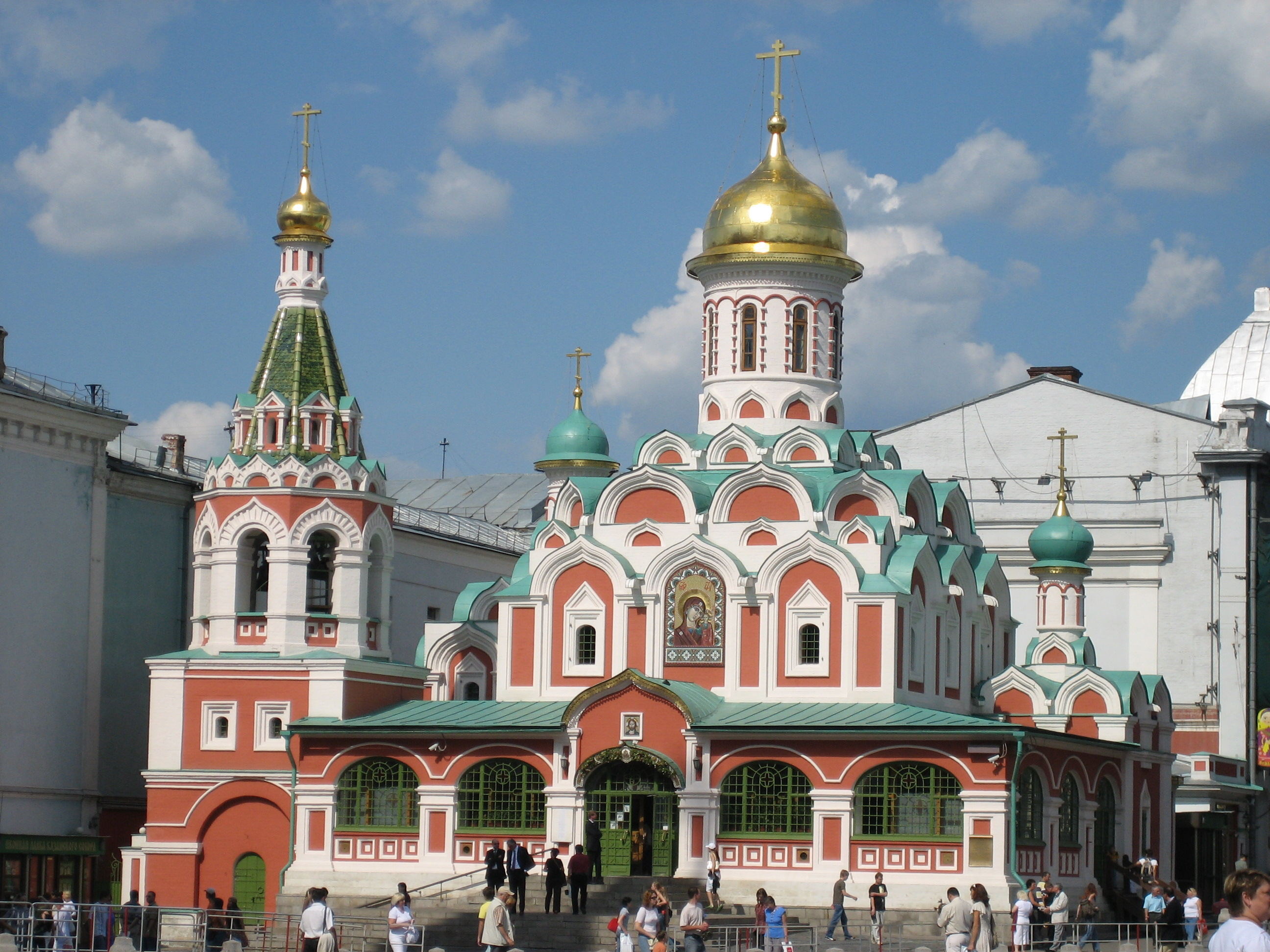
La Cathédrale de Kazan à Moscou